# Xenosaurus rectocollaris
Espèce
Statut de conservation UICN

 LC  : Préoccupation mineure
Xenosaurus rectocollaris est une espèce de sauriens de la famille des Xenosauridae.

## Répartition
Cette espèce est endémique du Puebla au Mexique.

## Publication originale
- Smith & Iverson, 1993 : A new species of knobscale lizard (Reptilia: Xenosauridae) from Mexico. Bulletin of the Maryland Herpetological Society, vol. 29, n. 2, p. 51-66.